# Niviventer confucianus
Niviventer confucianus is een knaagdier uit het geslacht Niviventer dat voorkomt in Oost- en Zuidoost-Azië. Deze soort komt in het zuidoosten van China, noordelijk tot Jilin en westelijk tot Yunnan, en in Noord-Thailand en Noordwest-Vietnam voor. Mogelijk leeft hij ook in Bhutan en Noordoost-India. In het zuiden van zijn verspreidingsgebied (Vietnam en Thailand) komt deze soort alleen op bergtoppen voor. Het mitochondriaal DNA van deze soort lijkt het meest op dat van N. tenaster. In oudere classificaties werd deze soort tot N. niviventer gerekend. N. confucianus is een variabele soort, maar het is onduidelijk hoeveel ondersoorten er zijn. In totaal zijn er ongeveer 14 wetenschappelijke namen gegeven aan deze soort. Volgens Chinese onderzoekers zijn er tien ondersoorten, maar volgens Musser & Carleton (2005) vertegenwoordigen twee daarvan andere soorten. Voorbeelden van ondersoorten zijn yajiangensis uit West-Sichuan en deqinensis uit Noordwest-Yunnan, beide in 2000 beschreven.